# Pseudomarsupidium
Pseudomarsupidium là một chi rêu trong họ Adelanthaceae.